# Debbi Wilkes
Deborah "Debbi" Wilkes (Toronto, Ontário, 16 de dezembro de 1946) é uma ex-patinadora artística canadense, que competiu em provas de duplas. Ela conquistou uma medalha de prata olímpica em 1964 ao lado do parceiro Guy Revell, e uma medalha de bronze em campeonatos mundiais.

## Medalha olímpica
Os medalhistas de prata originais nas duplas, Marika Kilius e Hans Jürgen Bäumler, da Alemanha Ocidental, tiveram suas medalhas retiradas em 1966 pelo Comitê Olímpico Internacional, assim elevando Debbi Wilkes e Guy Revell para medalha de prata, e a dupla americana Vivian Joseph e Ronald Joseph para a medalha de bronze. Porém em 1987, o COI devolveu a medalha de prata a dupla alemã, porém as demais duplas não foram contatadas ou devolveram as medalhas, e nos registros do COI Wilkes e Revell apareciam com o bronze, e a dupla americana não aparecia entre os medalhistas. Somente em 2013 o COI decidiu oficialmente que as duplas alemã e canadense vão oficialmente dividir a medalha de prata, e que a dupla americana não terá que devolver o bronze, sendo declarados medalhistas de bronze.

## Principais resultados

### Com Guy Revell
| Resultados                                            | Resultados      | Resultados        | Resultados        | Resultados        | Resultados      | Resultados        | Resultados    | Resultados    | Resultados    | Resultados    | Resultados    | Resultados    |
| Internacional                                         | Internacional   | Internacional     | Internacional     | Internacional     | Internacional   | Internacional     | Internacional | Internacional | Internacional | Internacional | Internacional | Internacional |
| Evento/Temporada                                      | 1958– 1959      | 1959– 1960        | 1960– 1961        | 1961– 1962        | 1962– 1963      | 1963– 1964        |               |               |               |               |               |               |
| ----------------------------------------------------- | --------------- | ----------------- | ----------------- | ----------------- | --------------- | ----------------- | ------------- | ------------- | ------------- | ------------- | ------------- | ------------- |
| Jogos Olímpicos                                       |                 |                   |                   |                   |                 | Medalha de prata  |               |               |               |               |               |               |
| Campeonato Mundial                                    |                 | 11.ª              |                   | 4.ª               |                 | Medalha de bronze |               |               |               |               |               |               |
| Campeonato Norte-Americano                            | 5.ª             |                   | Medalha de bronze |                   | Medalha de ouro |                   |               |               |               |               |               |               |
| Nacional                                              |                 |                   |                   |                   |                 |                   |               |               |               |               |               |               |
| Campeonato Canadense                                  |                 | Medalha de bronze | Medalha de bronze | Medalha de bronze | Medalha de ouro | Medalha de ouro   |               |               |               |               |               |               |
| Campeonato Canadense – Júnior                         | Medalha de ouro |                   |                   |                   |                 |                   |               |               |               |               |               |               |
|                                                       |                 |                   |                   |                   |                 |                   |               |               |               |               |               |               |
| Legenda: Competição não foi disputada nesta temporada |                 |                   |                   |                   |                 |                   |               |               |               |               |               |               |